# Maximilian Kugelmann
Maximilian Kugelmann SAC (* 18. April 1857 in Bobingen, Bayern; †  12. Februar 1935 in Limburg an der Lahn) war ein deutscher Priester und zwischen 1903 und 1909 Generalrektor der Pallottiner.
Kugelmann widmete sich die ersten Jahre nach seiner Priesterweihe der geistlichen Begleitung italienischer Emigranten in London und New York. Danach wurde er Leiter des Noviziats in Massio in Italien. 1892 gründete er die erste Niederlassung in Limburg. Zwei Jahre später wurde er Vikar der deutschen Provinz. 1903 wurde er Generalrektor. Während seiner Amtszeit wurden die ersten Pallottiner nach Polen und Irland gesandt. 1904 wurden die Konstitution, das Gebetbuch und das Zeremonial der Pallottiner gedruckt. 1909 endete seine Amtszeit als Generalrektor und er wurde wieder Leiter des Noviziats in Massio. 1915 kehrte er nach Deutschland zurück, wo er beim Aufbau der Pallottiner in Deutschland mitwirkte. Er starb mit 77 Jahren in Limburg.